# Fohoeka
Fohoeka is een bestuurslaag in het regentschap Belu van de provincie Oost-Nusa Tenggara, Indonesië. Fohoeka telt 1181 inwoners (volkstelling 2010).